# Xertigny
Xertigny je francouzská obec v departementu Vosges, v regionu Grand Est.

## Geografie
Sousední obce: Charmois-l'Orgueilleux, Uzemain, Uriménil, Dounoux, Hadol, Bellefontaine, Plombières-les-Bains, Le Clerjus a La Chapelle-aux-Bois .

## Památky
- kostel sv. Valburgy

## Vývoj počtu obyvatel
Počet obyvatel

## Osobnosti obce
- André Sérot, voják